# Note di primavera
Note di primavera è il sedicesimo album del cantante napoletano Tony Colombo, del 2008

## Tracce
1. Batte forte
2. Baciami
3. Comme è difficile
4. Vetri appannati
5. Mi sono innamorato
6. Facimmo pace
7. Fammi riprovare
8. Ammore mio
9. Sulo cu tte
10. Me distrutto a vita
11. Un vero amore
12. Dimmi Quale Vita C'è
13.
Goal
14.
Chesto Si
15.
Vestuta e Sposa